# 貝爾徹鎮區 (阿肯色州普雷里縣)
貝爾徹鎮區（英語：Belcher Township）是位於美國阿肯色州普雷里縣的一個行政鎮區。

## 地方資料
貝爾徹鎮區的面積為85.46平方千米，當中陸地面積為81.16平方千米，而水域面積為4.30平方千米。根據2010年美國人口普查的數據，當地共有人口73人，而人口密度為每平方千米0.85人。